# ボッティンオー郡 (ノースダコタ州)
ボッティンオー郡（英: Bottineau County）は、アメリカ合衆国ノースダコタ州の北部に位置する郡である。2010年国勢調査での人口は6,429人であり、2000年の7,149人から10.1％減少した。郡庁所在地はボッティンオー市（人口2,211人）であり、同郡で人口最大の自治体でもある。
ボッティンオー郡はウィンターパーク、スノーモービル乗りおよび氷上での穴釣りで知られている。

## 歴史
ボッティンオー郡は1872年にダコタ準州議会が創設したが、組織化されたのは1884年7月17日にボッティンオーで開かれた集会でのことだった。郡名はメティスの開拓者、狩猟家、罠猟師で土地投機家として成功したピエール・ボッティンオー（1814年頃-1895年）に因んで名付けられた。

## 地理
アメリカ合衆国国勢調査局に拠れば、郡域全面積は1,698平方マイル (4,397.8 km2)であり、このうち陸地は1,669平方マイル (4,322.7 km2)、水域は29平方マイル (75.1 km2)で水域率は1.72％である。

### 主要高規格道路
- アメリカ国道83号線
- ノースダコタ州道5号線
- ノースダコタ州道14号線
- ノースダコタ州道43号線
- ノースダコタ州道60号線
- ノースダコタ州道256号線

### 隣接する郡
- カナダ、サスカチュワン州アーガイル1号 - 北
- カナダ、マニトバ州エドワード - 北
- マニトバ州アーサー - 北
- マニトバ州ブレンダ - 北
- マニトバ州ウィンチェスター - 北
- マニトバ州モートン - 北
- ロレット郡 - 東
- ピアース郡 - 南東
- マクヘンリー郡 - 南
- レンビル郡 - 西

### 国立保護地域
- J・クラーク・サリアー国立野生生物保護区（部分）
- ローズ湖国立野生生物保護区（部分）

## 人口動態
以下は2000年の国勢調査による人口統計データである。
| 基礎データ - 人口: 7,149人 - 世帯数: 2,962 世帯 - 家族数: 1,954 家族 - 人口密度: 2人/km2（4人/mi2） - 住居数: 4,409軒 - 住居密度: 1軒/km2（3軒/mi2） 人種別人口構成 - 白人: 97.22% - アフリカン・アメリカン: 0.22% - ネイティブ・アメリカン: 1.45% - アジア人: 0.18% - 太平洋諸島系: 0.01% - その他の人種: 0.11% - 混血: 0.80% - ヒスパニック・ラテン系: 0.49% 先祖による構成 - ノルウェー系：44.4％ - ドイツ系：25.2％ - フランス系：5.4％ 年齢別人口構成 - 18歳未満: 22.2% - 18-24歳: 8.0% - 25-44歳: 22.3% - 45-64歳: 26.2% - 65歳以上: 21.3% - 年齢の中央値: 43歳 - 性比（女性100人あたり男性の人口） - 総人口: 101.4 - 18歳以上: 99.2 | 世帯と家族（対世帯数） - 18歳未満の子供がいる: 27.3% - 結婚・同居している夫婦: 58.7% - 未婚・離婚・死別女性が世帯主: 4.3% - 非家族世帯: 34.0% - 単身世帯: 31.5% - 65歳以上の老人1人暮らし: 16.4% - 平均構成人数 - 世帯: 2.30人 - 家族: 2.90人 収入と家計 - 収入の中央値 - 世帯: 29,853米ドル - 家族: 37,701米ドル - 性別 - 男性: 26,728米ドル - 女性: 18,948米ドル - 人口1人あたり収入: 16,227米ドル - 貧困線以下 - 対人口: 10.7% - 対家族数: 7.5% - 18歳未満: 11.7% - 65歳以上: 11.1% |

## 都市と町

### 都市
- アントラー
- ボッティンオー - 郡庁所在地
- ガーデナ
- クラマー
- ランダ
- ランスフォード
- マックスバス
- ニューバーグ
- オーバリー
- スーリス
- ウェストホープ
- ウィロウシティ

注: ノースダコタ州の法人化された自治体は、その大きさに拠らず全て「市」になる

### その他の町
- オメミー

### 郡区
| - アミティ - アントラー - ベンティンク - ブレイン - ブランダー - セシル - チャットフィールド - コーデリア - カットバンク - ダレン | - エイズボルド - エルムズ - エリジアン - ハラム - ヘイスティングス - ホフマン - ホーメン - ケイン - ランスフォード - ルイス | - ローズバーグ - マウントローズ - ニューボーグ - オーククリーク - オークバレー - オストビー - ピーボディ - ピッカリング - レンビル - リッチバーグ | - ローランド - スカンディア - スコティア - サージアス - シャーマン - スターバック - ストーンクリーク - タコマ - ウェイン - ウェリントン | - ウィートン - ウィットビー - ウィッテロン - ウィロウベイル |